# Ladislaus Bortkiewicz
Ladislaus Bortkiewicz (polonès: Władysław Bortkiewicz)  (Sant Petersburg, 7 d'agost de 1868 - Berlín, 15 de juliol de 1931) va ser un estadístic, economista i matemàtic rus, d'ascendència polonesa, professor de la universitat de Berlin.

## Vida i obra
Nascut a Sant Petersburg, fill d'un coronel de la cavalleria russa, es va graduar en dret en aquesta ciutat el 1890. Influenciat per les classes de matemàtiques que va rebre d'Andrei Màrkov, va sentir inclinació per aquesta disciplina i va anar a estudiar a la universitat de Göttingen en la qual es va doctorar el 1893 sota la direcció de Wilhelm Lexis.
El 1895, amb el suport de Lexis i Knapp, va ser nomenat professor adjunt a la universitat d'Estrasburg. Tornant posteriorment a Rússia, va treballar diversos anys pel fons de pensions dels empleats del ferrocarril i va fer classes d'estadística a l'elitista Liceu Imperial Alexander.
El 1901, va ser nomenat professor d'estadística i economia de la universitat de Berlin, de la qual va ser professor titular a partir de 1920 i fons la seva mort. Va viure a Berlín amb la seva germana petita, Elena Bortkiewicz.
Bortkiewitz es va fer força conegut en publicar el 1898 el seu llibre Das Gesetz der kleinen Zahlen (La llei dels petits nombres), en el qual demostrava per primera vegada que els esdeveniments amb baixa freqüència en poblacions molt amples tenen la distribució de Poisson, estudiant els casos concrets del nombre de soldats morts per puntades de cavall o el nombre de suïcidis infantils.
En els anys 1906-1907, va publicar una sèrie d'articles criticant l'aproximació clàssica a la teoria del valor i la distribució de David Ricardo i, sobre tot, de Karl Marx. Aquests arguments van influenciar posteriorment la obra de Paul Sweezy.